# Anas poecilorhyncha

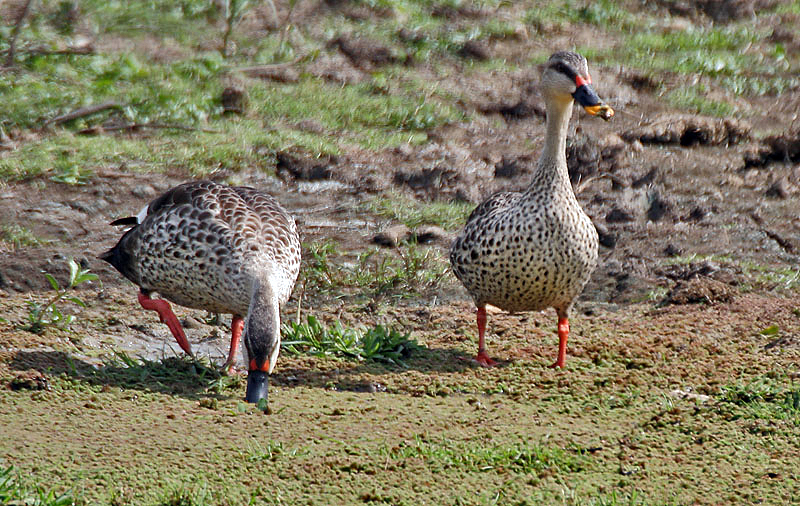
Due esemplari a Bharatpur (India).

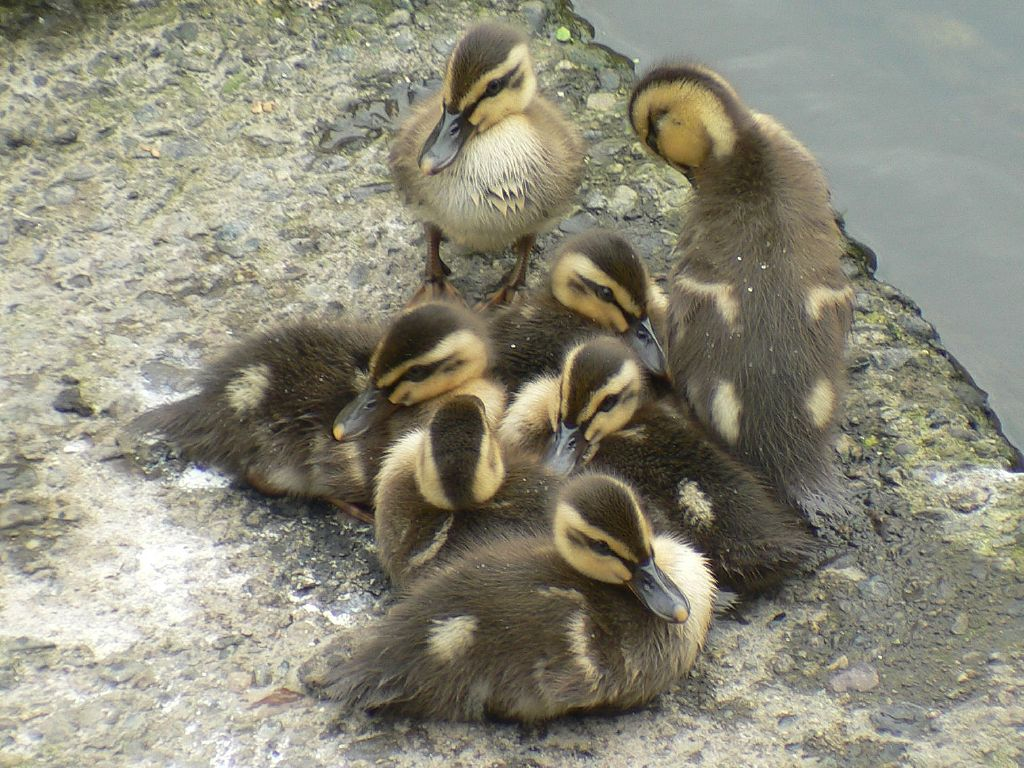
Piccoli di germano beccomacchiato.

Il germano beccomacchiato o anatra dal becco macchiato (Anas poecilorhyncha J. R. Forster, 1781) è un uccello appartenente al genere delle anatre di superficie (Anas). È un'anatra abbastanza grande e di costituzione massiccia, diffusa unicamente in Asia, dove è molto numerosa e occupa un vasto areale. Ne esistono tre sottospecie, che differiscono unicamente per lievi differenze nella colorazione del piumaggio. Deve il nome a due macchie di colore rosso-arancione presenti alla base del becco.

## Tassonomia
Com'è già stato detto, gli studiosi riconoscono tre sottospecie di germano beccomacchiato:
- A. p. poecilorhyncha J. R. Forster, 1781 - germano beccomacchiato indiano;
- A. p. haringtoni (Oates, 1907) - germano beccomacchiato della Birmania;
- A. p. zonorhyncha Swinhoe, 1866 - germano beccomacchiato della Cina od orientale.

## Descrizione
Il germano beccomacchiato misura 58–63 cm di lunghezza. I maschi pesano 1230-1500 g e le femmine, molto più piccole, pesano 780-1360 g.
Gli esemplari adulti hanno il corpo ricoperto da un piumaggio marrone-nerastro, con ventre e faccia bianchi. Le zampe e i piedi sono arancioni. Caratteristica della specie è la parte anteriore del becco di colore giallo. Nell'aspetto generale, tuttavia, i germani beccomacchiato ricordano molto la femmina del germano reale. Il ventre è screziato di macchie marrone e giallo-marrone, e sulla testa sono presenti tre strisce scure, una sulla sommità del capo e altre due ai lati, all'altezza degli occhi. Le femmine si distinguono per la colorazione meno vivida del piumaggio, ma per il resto il dimorfismo sessuale non è molto pronunciato. Entrambi i sessi indossano lo stesso piumaggio tutto l'anno. Riguardo alla muta, finora non sono stati ancora effettuati studi adeguati.
Il germano beccomacchiato della Cina (A. p. zonorhyncha) ha una colorazione più marrone e con toni più scuri di quella delle altre due sottospecie meridionali, ma si riconosce soprattutto per la mancanza della striscia bianco brillante lungo il bordo interno dello specchio. È inoltre privo delle due macchie arancioni alla base del becco alle quali la specie deve il nome.

## Distribuzione e habitat
Il germano beccomacchiato è diffuso in Asia, in particolare in Cina, Mongolia, Siberia meridionale, Bangladesh, Cambogia, Laos, Vietnam, Birmania e India.
La sottospecie nominale è originaria del continente indiano. Il suo areale si estende fino allo Sri Lanka a sud e a Bangladesh, Assam e Manipur a est. La sottospecie A. p. haringtoni, nota anche come germano beccomacchiato della Birmania, è nativa di Birmania, Cina meridionale e Vietnam. Vive probabilmente anche in Laos, nonché in Cambogia, e si spinge fino all'estremità meridionale del Vietnam. Il germano beccomacchiato della Cina (A. p. zonorhyncha) si incontra in gran parte della Cina. Si riproduce nel sud della Siberia, in Corea e in Giappone.
Le popolazioni presenti nel nord della Cina, in Mongolia e in Siberia sono migratrici. Si spostano verso sud, in Cambogia e Thailandia, per trascorrere i mesi invernali. Esemplari erratici raggiungono occasionalmente le isole al largo dell'Alaska e le isole più settentrionali delle Filippine.
I germani beccomacchiato prediligono acque poco profonde e zone umide d'acqua dolce, con una fitta vegetazione subacquea. Solo raramente si incontrano nei fiumi. Gli esemplari della sottospecie cinese vivono anche in acque costiere. Tuttavia, sembra che per principio le anatre di questa specie evitino le distese di acqua salata e perfino di acqua salmastra. Nelle regioni in cui è presente anche il germano reale, raramente le due specie vivono assieme. Ciò sta a indicare che il germano beccomacchiato richiede un habitat dalle esigenze diverse.

## Biologia
Il comportamento del germano beccomacchiato non si discosta da quello del germano reale. Vive in piccoli stormi o gruppi familiari, preferibilmente in acque basse e paludose. Si alimenta in acqua mettendosi in posizione verticale con il solo tronco immerso. La dieta è composta principalmente da sostanze vegetali e spesso un gran numero di anatre si radunano nelle risaie. In Giappone il germano beccomacchiato è l'unica specie che si riproduce regolarmente nelle risaie o nei loro dintorni. Si nutre delle parti verdi di piante acquatiche, ripariali e terrestri, ma anche di semi, frutta, insetti, girini, uova, piccoli pesci, rane e vermi.
La riproduzione avviene tra maggio e dicembre. I germani beccomacchiato costruiscono il nido tra le piante che crescono sulle rive dei fiumi. Le femmine depongono un'unica covata all'anno, composta da 8-14 uova. Il periodo di incubazione dura 26-28 giorni. Riguardo al tasso riproduttivo e alle modalità di sviluppo dei pulcini e dei giovani non abbiamo ancora notizie precise. Si presume tuttavia che i piccoli si involino dopo 49-56 giorni dalla nascita.